# 叛獄大獵殺
《叛獄大獵殺》（英語：Nowhere to Run）是一部1993年美國動作片，由勞勃·哈蒙執導，喬·伊斯特哈茲、萊斯利·波姆和蘭迪·費爾德曼（Randy Feldman）編寫劇本，尚-克勞德·范·達美、羅珊娜·艾奎特、基倫·克金、泰德·拉文與喬思·艾克蘭主演。電影講述逃犯山姆（Sam，范·達美飾演）住進了一戶單親母親的家中，在與她們關係親密的同時，惡劣的城鎮土地開發商不斷騷擾他們，使山姆誓死要給這群惡人一個教訓。
《叛獄大獵殺》1993年1月15日在美國上映。影評界對其褒貶不一，批評劇情老套，但對粉絲而言，被視為「范·達美佳作」之一。

## 劇情
一輛監獄巴士在路上被另一輛車攔截。一個名叫比利的人劫持了一名警衛人質，解救了車內的囚犯山姆·吉倫。山姆和比利曾犯下銀行搶案，比利殺死一名警衛，但山姆為他頂罪入獄。山姆和比利乘車逃跑，但比利被一名警衛射殺，之後其屍體被山姆掩埋。
山姆從路邊的商店買了一些食物，並在池塘附近紮營。他從他們的搶劫案中找到了錢，並在將汽車推入池塘之前聽了比利留下的錄音。那天晚上，山姆偷偷溜到附近的房子裡，看到屋內的女人克萊蒂和她的兩個孩子：默基及布麗。他闖進來拿走一瓶鹽罐，差點被默基發現；第二天山姆再次前來將鹽罐歸還，默基再次察覺到他的存在。使默基和布麗在早晨找到了山姆的營地。
附近的房地產開發商富蘭克林·海爾和他請來的達森先生為了克萊蒂的房子不斷騷擾她，並收買當地警長隆尼·普爾將她趕出土地，隆尼正在與她交往。一天晚上，幾名暴徒襲擊了克萊蒂和她的孩子，但山姆趕到並擊退了他們。他聲稱他在她的土地上露營和打獵，克萊蒂暗示他不受歡迎，但出於感激之情和防範壞人，而把她的穀倉送他當房間住。時間久而久之，山姆和默基、布麗感情變得越來越好，克萊蒂也逐漸歡迎他。山姆還買了她死去丈夫的舊摩托車，並在默基的幫助下修理了它。後來山姆阻止了海爾的人試圖用油燒光克萊蒂的農田。
當另一位居民湯姆拒絕將他的土地賣給海爾時，那天晚上，海爾派人的燒毀了他的穀倉。山姆被默基叫醒並前去救了湯姆並撲滅了火，這進一步激怒了海爾。注意到克萊蒂喜歡山姆，隆尼毆打他並要求他離開。在照顧他的傷口時，克萊蒂和山姆關係變得親密並上床。隆尼繼續懷疑山姆和克萊蒂的關係；他發現山姆是個逃犯並告訴克萊蒂，使她憤而趕他離開。
山姆返回營地，但海爾請警局的人馬追捕他。山姆騎著摩托車與大批員警展開追逐並成功逃脫，但他擔心克萊蒂而決定折返。時間緊迫，海爾為了開發權和達森直接闖進她家，強迫對方簽字、讓出土地。山姆及時趕到，阻止他們燒毀房子並在一連串的纏鬥中殺死了達森。警察到達並逮捕了用槍指著克萊蒂的海爾；山姆與克萊蒂一家告別並承諾會回到她們的身邊，允許隆尼將他逮捕歸案。

## 演員
- 尚-克勞德·范·達美飾演山姆·吉倫（Sam Gillen）
- 羅珊娜·艾奎特飾演克萊蒂·安德森（Clydie Anderson）
- 基倫·克金飾演麥克·「默基」·安德森（Mike "Mookie" Anderson）
- 蒂凡尼·陶布曼（Tiffany Taubman）飾演布麗·安德森（Bree Anderson）
- 泰德·拉文飾演達森先生（Mr. Dunston）
- 喬思·艾克蘭（英语：Joss Ackland）飾演富蘭克林·海爾（Franklin Hale）
- 愛德華·布萊奇福德（英语：Edward Blatchford）飾演警長隆尼·普爾（Sheriff Lonnie Poole）
- 安東尼·史塔克飾演比利（Billy）
- 詹姆斯·格林（英语：James Greene (American actor)）飾演商店店員

## 製作
喬·伊斯特哈茲和李察·馬昆德共同編寫了原版劇本，劇本最初被寫成一部具有動作元素的嚴肅劇情片，但據伊斯特哈茲所述，「多年後，劇本被尚-克勞德·范·達美拿去拍而毀了《叛獄大獵殺》，」「它失去了感性，失去了一切。我不喜歡回憶起那部電影。」范·達美後來說，「劇本……不是很好。編劇告訴我他會修復一切。我在他家，他握了握我的手，答應了我，但他沒有解決。」
《叛獄大獵殺》是范·達美與哥倫比亞影業之間三部片約中的第一部。片酬達350萬美元。哥倫比亞稱該片為「忠於他的觀眾，讓他的觀眾超出預料。」

## 外部連結
- 互联网电影数据库（IMDb）上《叛獄大獵殺》的资料（英文）
- Box Office Mojo上《叛獄大獵殺》的資料（英文）
- 爛番茄上《叛獄大獵殺》的資料（英文）